# Barano d'Ischia
Barano d'Ischia este o comună din provincia Napoli, regiunea Campania, Italia, cu o populație de 9.971 locuitori (1 ianuarie 2023) și o suprafață de 10,96 km².

## Demografie
Barano d'Ischia - evoluția demografică

|  | Graficele sunt indisponibile din cauza unor probleme tehnice. Mai multe informații se găsesc la Phabricator și la wiki-ul MediaWiki. |

Date: Recensăminte sau birourile de statistică - grafică realizată de Wikipedia